# Initiative For Open Authentication
OATH (Initiative For Open Authentication) è un'iniziativa per promuovere degli standard universali open di autenticazione. All'iniziativa per l'autenticazione aperta (OATH) collaborano i leader del settore industriale e informatico al fine di fornire una struttura di riferimento standard per l'autenticazione forte di tutti gli utenti, su tutte le reti, attraverso tutti i dispositivi.

## Vantaggi per l'utente
Secondo i promotori di questo standard, diversi sono i vantaggi della proposta OATH:
- L'adozione di standard open per l'autenticazione forte (strong authentication) permette una maggiore interoperabilità tra i moduli e le diverse soluzioni di sicurezza.
- Riduzione del costo dei prodotti, grazie alla condivisione di specifiche tecniche e modelli tecnologici, all'abbattimento dei costi di ricerca e sviluppo e alla diminuzione delle royalty.
- Riduzione del rischio di furto d'identità a livello informatico, mediante una maggiore diffusione dell'autenticazione forte.
- Maggiore esperienza e disponibilità di una vasta gamma di dispositivi e servizi di autenticazione.